# Callithomia confluens
Callithomia confluens är en fjärilsart som beskrevs av William James Kaye 1918. Callithomia confluens ingår i släktet Callithomia och familjen praktfjärilar. Inga underarter finns listade i Catalogue of Life.